# Oches
Oches – miejscowość i gmina we Francji, w regionie Grand Est, w departamencie Ardeny.
Według danych na rok 1990 gminę zamieszkiwały 43 osoby, a gęstość zaludnienia wynosiła 6 osób/km².